# 黑暗乘骑

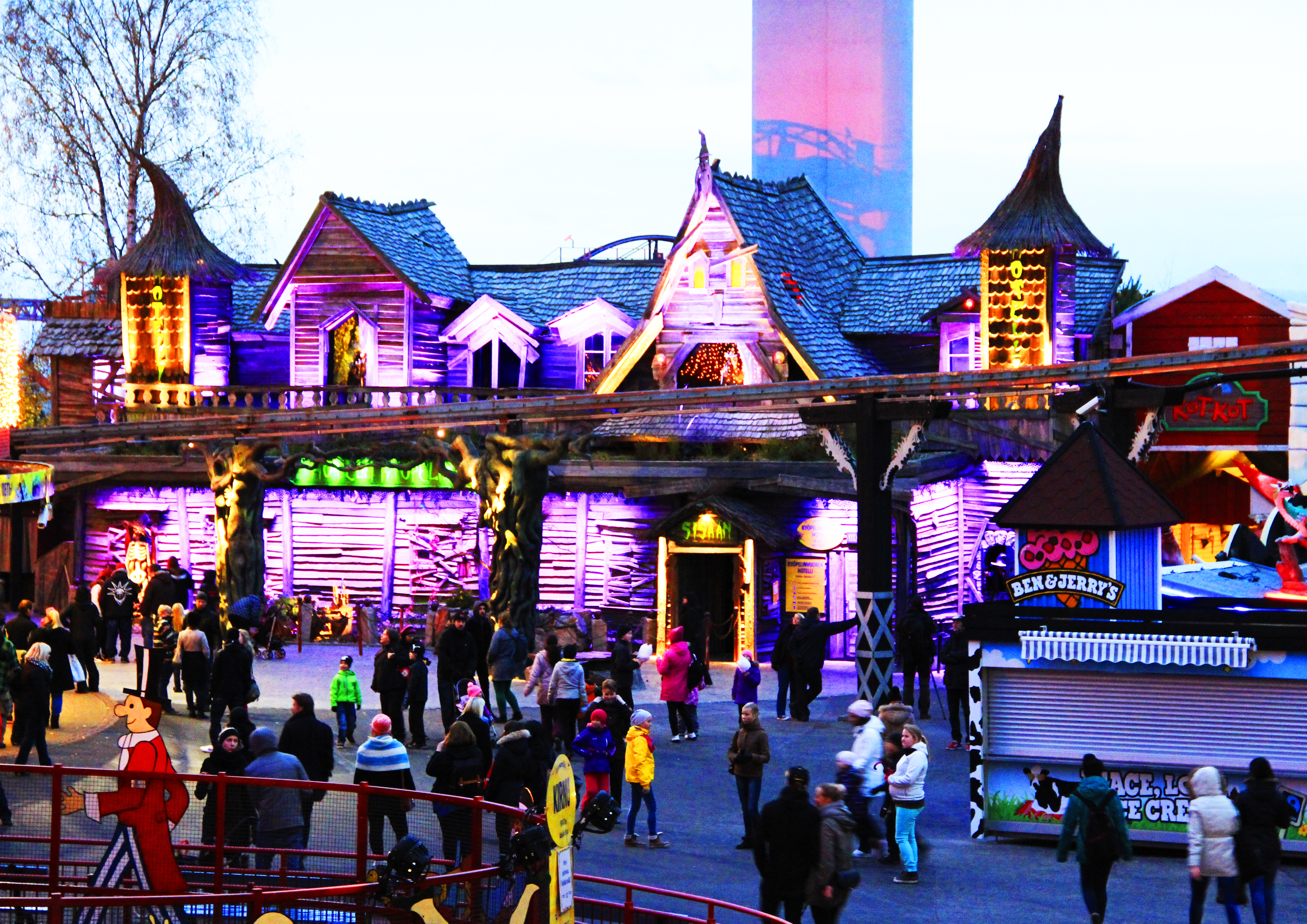
林南迈基游乐园的黑暗乘骑遊樂設施

黑暗乘骑是一种室内游乐设施，這種遊樂設施設有小型鐵路軌道，軌道上有軌道車輛，乘客可以坐在軌道車輛上，軌道四周就像隧道，而且基本上看不到可见光，四周只能看到荧光。軌道車輛啟動後，遊客可以看到聽到声音、音乐，還能看到會移動的机械玩偶以及其他特殊效果。